# Královský palác Nikšić
Královské sídlo v Nikšići (srbsky Дворац Краља Николе у Никшићу) bylo vystavěno v roce 1873 na rozkaz Nikoly I. jako podzimní rezidence královské rodiny. Moderně navržený palác byl ovšem obýván jen zřídka a částečně i zanedbáván.
Nachází se naproti nikšićskému kostelu, byl postaven v neorenesančním slohu v roce 1900. Nad hlavním vchodem je krásně vyrobený znak Černohorského knížectví. Palác byl několikrát přestavován. Dnes slouží jako muzeum, městská knihovna, galerie, archiv.
Cenná je zejména archeologická sbírka z jeho světově proslulé prehistorické stavby – Červené stěny (Crvena Stijena). Exponáty z této stavby se vztahují k období mezi lety 180 000 a 1000 př. n. l.
Kromě této zde jsou jiné sbírky, vztahující se k období středověku, osvobozenecké války atd. Součástí muzea je i etnologická výstava.